# Callogaza sericata
Callogaza sericata is een slakkensoort uit de familie van de Margaritidae. De wetenschappelijke naam van de soort is voor het eerst geldig gepubliceerd in 1959 door Kira.